# 下山バークパーク
下山バークパーク（しもやまバークパーク）は愛知県豊田市にある公園・産業観光施設。

## 概要
造園や山林管理、ウッドチップリサイクルなどを行なう株式会社鈴鍵によって2002年（平成14年）10月4日に開園した。バーベキューコーナなどを併設するブルーベリー農園（夏期のみ）やハーブガーデン、ビオトープ（日本ビオトープ協会・第1回自然創出部門受賞）を整備するとともに、同社が生産するバーク堆肥工場の見学、同業他社によるリサイクルなど環境技術の展示を行なっており、「環境と自然と遊びのテーマパーク」を掲げている。

## 所在地
- 愛知県豊田市和合町田螺池245-1